# Rosalina Mazari Espín
Rosalina Mazari Espín (Cuernavaca, Morelos, 7 de noviembre de 1971) es una política mexicana, miembro del Partido Revolucionario Institucional (PRI). Ha sido en tres ocasiones diputada federal.

## Biografía
Es licenciada en Derecho egresada de la Universidad Autónoma del Estado de Morelos, tiene varios estudios y seminarios de especialidades, entre los que están diputados en Derecho Fiscal y en Derecho Parlamentario. Es miembro del PRI desde 1990.
De 1993 a 1994 fue auxiliar de la Secretaría de Acuerdos Civiles y en 1994 de la de Acuerdo Penales, del 3er. Distrito Judicial en Puente de Ixtla, Morelos., de 1995 a 1996 fue asesora jurídica de la Dirección General de Prevención y Auxilio a Víctimas de la Procuraduría General de la República en Cuernavaca, de 1996 a 1997 representante social adscrita a los juzgados civiles del Tribunal Superior de Justicia de Morelos, de 1997 a 1998 asesora jurídica del Juzgado del 4.º. Distrito Judicial en Jojutla y de 1998 a 1998 agente del Ministerio Público adscrito a los juzgados civiles y a las salas en Cuernavaca, Morelos.
En 1997 fue candidata del PRI a diputada federal y de 1997 a 2001 fue presidenta en Morelos de la agrupación política nacional México Nuevo. De 2001 a 2002 fue secretaria de Acción Electoral y de 2002 a 2003 de Gestión Social, ambas del comité estatal del PRI en Morelos. En 2003 fue elegida diputada federal por primera ocasión, representando al Distrito 4 de Morelos a la LIX Legislatura que concluyó en 2006, en ella fue secretaria de la comisión de Juventud y Deporte; e integrante en las comisiones de Desarrollo Rural; de Equidad y Género; y, Jurisdiccional; y, de las especiales Para analizar los problemas de la agroindustria mexicana de la caña de azúcar; y, Que dé seguimiento a los hechos de corrupción e involucramiento de funcionarios públicos de Morelos con el narcotráfico.
De 2006 a 2009 fue secretaria general de la Confederación Nacional Campesina (CNC) en el estado de Morelos e integrante del Organismo Nacional de Mujeres Priístas (ONMPRI). En 2009 fue elegida por segunda ocasión diputada federal, por el mismo distrito pero ahora a la LXI Legislatura cuyo mandato fue de dicho año a 2012. En ésta legislatura se desempeñó como secretaria de la comisión de Salud; e integrante en las comisiones de Atención a Grupos Vulnerables; de Régimen, Reglamento y Prácticas Parlamentarias; y, de la Especial de Vigilancia y Seguimiento de la Industria Azucarera.
Al concluir este periodo, fue elegida diputada a la LII Legislatura del Congreso del Estado de Morelos por la vía de la representación proporcional de 2012 a 2015. En esta ocupó el cargo de presidenta de la comisión de Salud. En 2015 por tercera ocasión fue elegida diputada federal por el distrito 4 de Morelos. En la LXIII Legislatura que concluyó en 2018 fue secretaria de las comisiones de seguimiento a los programas sustentables para mujeres; de Fomento Cooperativo y Economía Social; y, de Salud; así como integrante de la comisión de Desarrollo Metropolitano. Entre el 28 de marzo y el 18 de junio de 2018 se separó el cargo mediante licencia.
En 2018 pasó por segunda ocasión al Congreso del Estado de Morelos, integrando por la vía de la representación proporcional la LIV Legislatura, concluyendo su periodo constitucional en 2021.